# 사카우에촌 (군마현)
사카우에촌(일본어: 坂上村)은 일본 군마현의 북서부 아가쓰마군에 속해있던 촌이다. 현재의 히가시아가쓰마정에 해당한다.

## 역사
- 1889년 4월 1일 - 정촌제 시행에 의해 아가쓰마군 사카우에촌이 성립하였다.
- 1955년 3월 1일 - 이와시마촌, 오타촌, 하라정과 합병해, 새로운 하라정이 성립, 동일 사카우에촌은 페지되었다.

## 참고 문헌
- 角川日本地名大辞典編纂委員会, 『角川日本地名大辞典 10 群馬県』1988, 角川書店